# Salmo 19
El salmo 19  es, según la numeración hebrea, el decimonoveno salmo del Libro de los salmos de la Biblia. Corresponde al salmo 18 según la numeración de la Biblia Septuaginta griega, empleada también en la Vulgata latina. Por este motivo, recogiendo la doble numeración, a este salmo también se le refiere como el salmo 19 (18).
Es conocido en inglés por su primer versículo, en la versión de la Biblia del rey Jacobo , "Los cielos declaran la gloria de Dios; y el firmamento muestra su obra". La versión latina comienza como "Caeli enarrant gloriam Dei". El salmo se encuentra atribuido a al monarca israelita David. 
El salmo considera la gloria divina de Dios en la creación y reflexiona acerca del carácter y el uso de "la ley del SEÑOR". Es una parte habitual de las liturgias judías , católicas, anglicanas y protestantes. A menudo se le ha musicalizado, en particular por Heinrich Schütz, por Johann Sebastian Bach (quien inicia una cantata con los primeros versos), por Joseph Haydn (quien basó un movimiento de La creación (Haydn) en el salmo), y por Ludwig van Beethoven (quien estableció una paráfrasis de Gellert en "Die Himmel rühmen des Ewigen Ehre").

## Antecedentes y temas

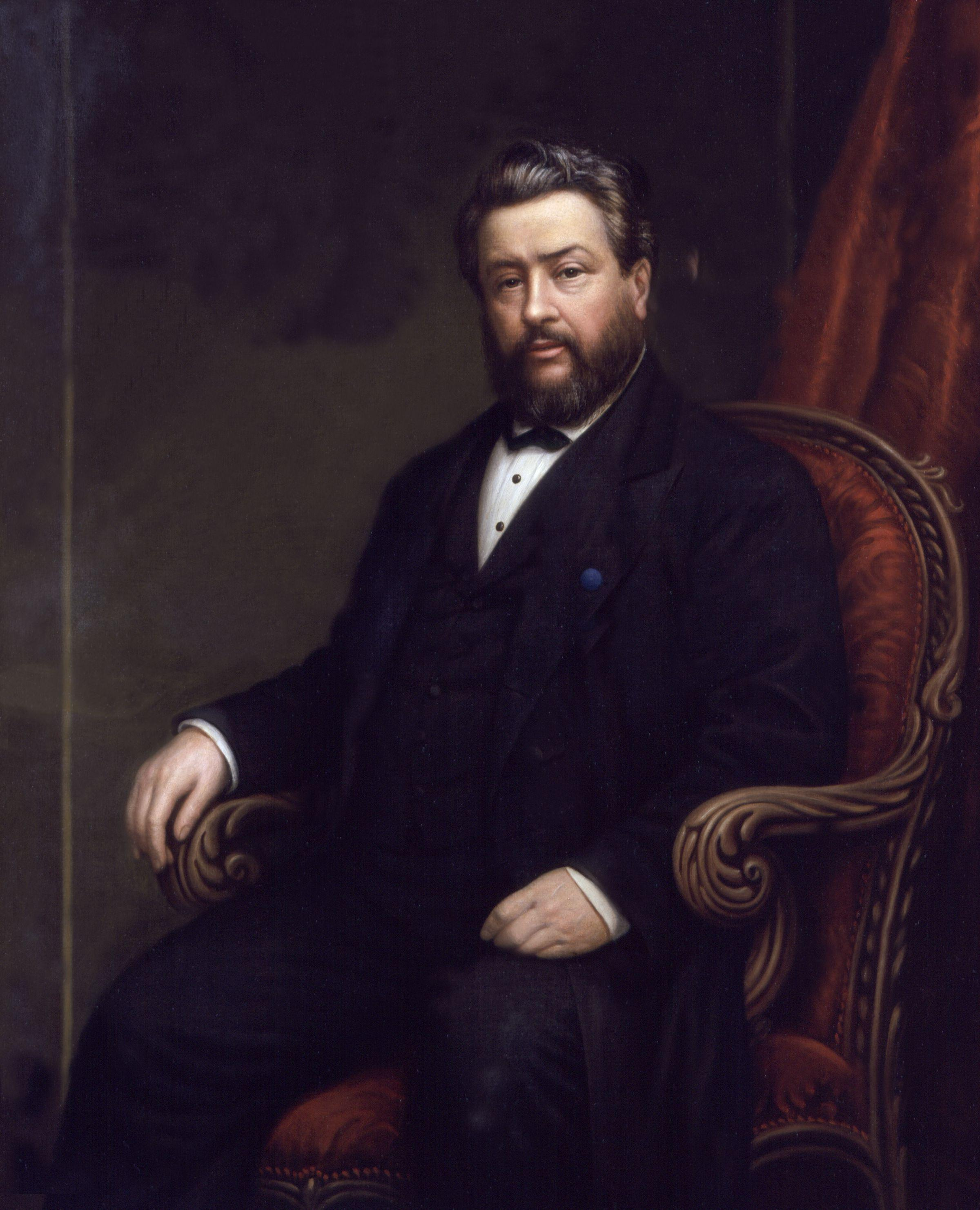
Charles Spurgeon (1834-1892).

Según el predicador bautista reformado Charles Spurgeon, este salmo compara y contrasta "el estudio de los dos grandes libros de Dios: la naturaleza y las Escrituras". Explicando el énfasis en los cielos, Spurgeon señala: "El libro de la naturaleza tiene tres hojas, el cielo, la tierra y el mar, de los cuales el cielo es el primero y el más glorioso..."; y a partir del versículo 7 de la Biblia del rey Jacobo, el salmista ensalza la perfección de la ley de Moisés y "la doctrina de Dios, toda la carrera y el gobierno de la Sagrada Escritura".
Todos los comentaristas judíos clásicos señalan la conexión que hace el salmista entre el sol y la Torá. Estas conexiones incluyen:
- La Torá ilumina al hombre, justo cuando el sol ilumina su camino (Rashi)
- Tanto el sol como la Torá dan testimonio de la gloria de su Creador (Abraham ben Meir ibn Ezra y David Kimhi)
- La Torá es más perfecta, entera o completa que el poderoso sol (David Altschuler )
- Mientras el sol transmite la gloria y la grandeza de Dios en el mundo físico, la Torá expresa la gloria de Dios en el reino espiritual (Malbim).

John Mason Good teoriza que este salmo fue compuesto ya sea en la mañana o alrededor del mediodía, cuando el sol brillante eclipsa a los otros cuerpos celestes; Él contrasta esto con el Salmo 8 , en el que el salmista contempla el cielo estrellado en la noche. Elogiando la poesía de este salmo, se cita al escritor británico del siglo XX C. S. Lewis diciendo: "Considero que este es el poema más grande del Salterio y una de las letras más grandes del mundo".
El versículo final en las versiones hebrea y la Biblia del rey Jacobo ("Que las palabras de mi boca y la meditación de mi corazón, sean aceptables ante tus ojos, oh Señor, mi fuerza y mi Redentor") se usa como una oración en ambos las tradiciones judías  y cristianas.

## Texto

### Versión de la Biblia hebrea
El siguiente es el texto hebreo del Salmo 19:

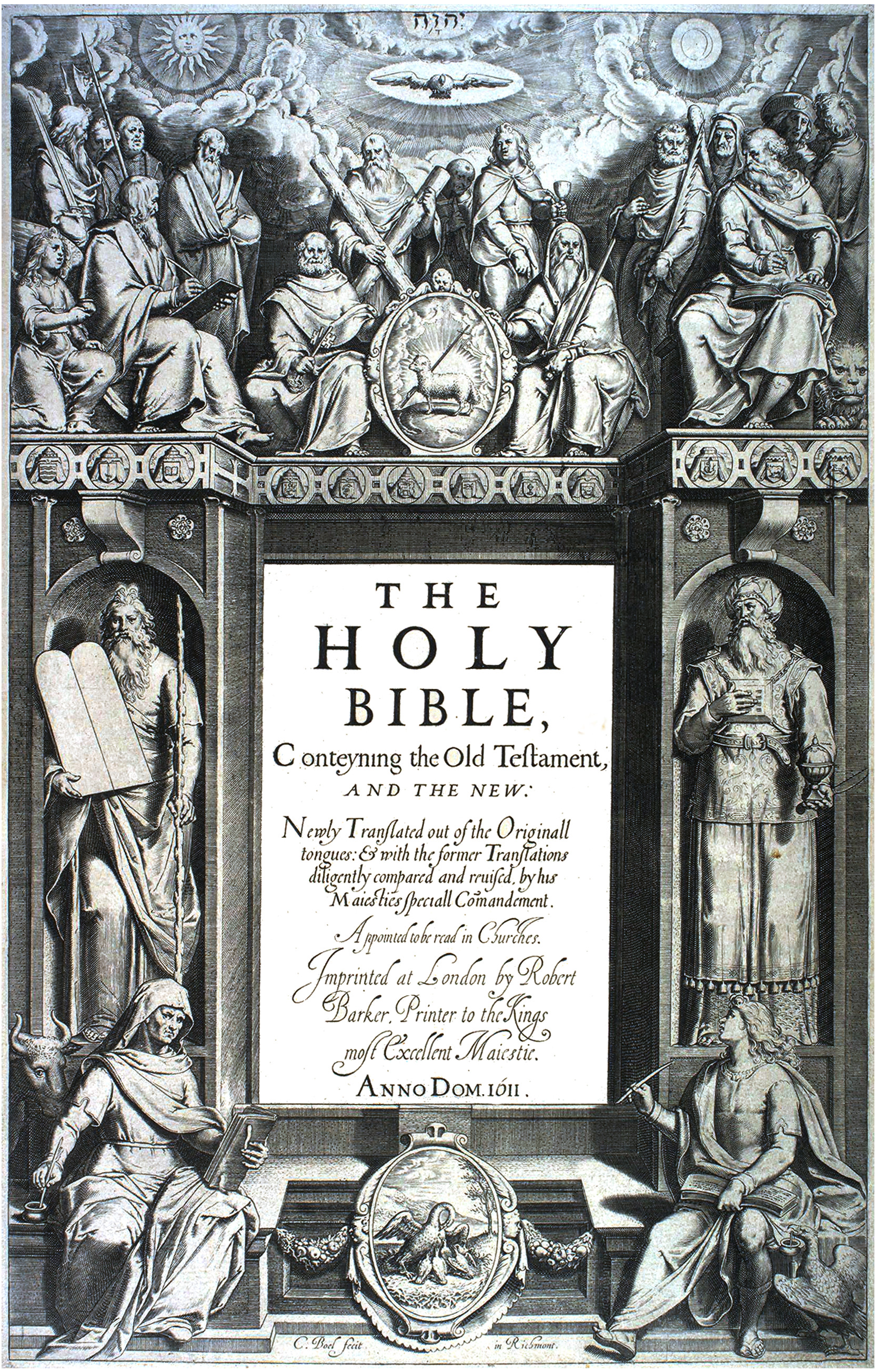
Portada de la primera edición por Cornelis Boel, Londres, Robert Barker, 1611

| Verso | Hebreo                                               |
| ----- | ---------------------------------------------------- |
| 1     | לַֽ֜מְנַצֵּ֗חַ מִזְמ֥וֹר לְדָוִֽד                                     |
| 2     | הַשָּׁמַ֗יִם מְסַפְּרִ֥ים כְּבוֹד־אֵ֑ל וּמַֽעֲשֵׂ֥ה יָ֜דָ֗יו מַגִּ֥יד הָֽרָקִֽיעַ           |
| 3     | י֣וֹם לְ֖יוֹם יַבִּ֣יעַ אֹ֑מֶר וְלַ֥יְלָה לְּ֜לַ֗יְלָה יְחַוֶּה־דָּֽעַת               |
| 4     | אֵ֣ין אֹ֖מֶר וְאֵ֣ין דְּבָרִ֑ים בְּ֜לִ֗י נִשְׁמָ֥ע קוֹלָֽם                     |
| 5     | בְּכָל־הָאָ֨רֶץ יָצָ֚א קַוָּ֗ם וּבִקְצֵ֣ה תֵ֖בֵל מִלֵּיהֶ֑ם לַ֜שֶּׁ֗מֶשׁ שָׂ֤ם אֹ֥הֶל בָּהֶֽם     |
| 6     | וְה֗וּא כְּ֖חָתָן יֹצֵ֣א מֵֽחֻפָּת֑וֹ יָשִׂ֥ישׂ כְּ֜גִבּ֗וֹר לָר֥וּץ אֹֽרַח              |
| 7     | מִקְצֵ֚ה הַשָּׁמַ֨יִם מֽוֹצָא֗וֹ וּתְקֽוּפָת֥וֹ עַל־קְצוֹתָ֑ם וְאֵ֥ין נִ֜סְתָּ֗ר מֵֽחַמָּתֽוֹ    |
| 8     | תּ֘וֹרַ֚ת יְהֹוָ֣ה תְּ֖מִימָה מְשִׁ֣יבַת נָ֑פֶשׁ עֵד֖וּת יְהֹוָ֥ה נֶֽ֜אֱמָנָ֗ה מַחְכִּ֥ימַת פֶּֽתִי |
| 9     | פִּקּ֘וּדֵ֚י יְהֹוָ֣ה יְ֖שָׁרִים מְשַׂמְּחֵי־לֵ֑ב מִצְוַ֖ת יְהֹוָ֥ה בָּ֜רָ֗ה מְאִירַ֥ת עֵינָֽיִם  |
| 10    | יִרְאַ֚ת יְהֹוָ֨ה טְהוֹרָה֘ עוֹמֶ֪דֶת לָ֫עַ֥ד מִשְׁפְּטֵֽי־יְהֹוָ֥ה אֱמֶ֑ת צָֽדְק֥וּ יַחְדָּֽו   |
| 11    | הַנֶּֽחֱמָדִ֗ים מִ֖זָּהָב וּמִפָּ֣ז רָ֑ב וּמְתוּקִ֥ים מִ֜דְּבַ֗שׁ וְנֹ֣פֶת צוּפִֽים         |
| 12    | גַּם־עַ֖בְדְּךָ נִזְהָ֣ר בָּהֶ֑ם בְּ֜שָׁמְרָ֗ם עֵ֣קֶב רָֽב                        |
| 13    | שְׁגִיא֥וֹת מִֽי־יָבִ֑ין מִנִּסְתָּר֥וֹת נַקֵּֽנִי                          |
| 14    | גַּ֚ם מִזֵּדִ֨ים חֲשׂ֬ךְ עַבְדֶּ֗ךָ אַל־יִמְשְׁלוּ־בִ֖י אָ֥ז אֵיתָ֑ם וְ֜נִקֵּ֗יתִי מִפֶּ֥שַֽׁע רָֽב |
| 15    | יִֽהְי֥וּ לְרָצ֨וֹן אִמְרֵי־פִ֡י וְהֶגְי֣וֹן לִבִּ֣י לְפָנֶ֑יךָ יְ֜הֹוָ֗ה צוּרִ֥י וְגֹֽאֲלִֽי  |

### Versión de la Biblia del Rey Jacobo
1. Los cielos declaran la gloria de Dios; y el firmamento muestra su obra.
2. Día a día habla, y de noche a noche da a conocer.
3. No hay habla ni lenguaje, donde su voz no se escucha.
4. Su línea se ha extendido por toda la tierra y sus palabras hasta el fin del mundo. En ellos ha puesto un tabernáculo para el sol,
5. Que es como un novio que sale de su habitación, y se regocija como un hombre fuerte para correr una carrera.
6. Su salida es desde el final del cielo, y su circuito hasta los extremos del mismo: y no hay nada escondido del calor de los mismos.
7. La ley del SEÑOR es perfecta, que convierte el alma: el testimonio del SEÑOR es seguro, haciendo sabio lo simple.
8. Los estatutos del SEÑOR son correctos, alegran el corazón: el mandamiento del SEÑOR es puro, ilumina los ojos.
9. El temor del SEÑOR es limpio, perdurable para siempre: los juicios del SEÑOR son verdaderos y justos por completo.
10. Son más deseables que el oro, sí, que mucho oro fino: más dulce también que la miel y el panal.
11. Además, por ellos es advertido tu siervo; y al guardarlos hay una gran recompensa.
12. ¿Quién puede entender sus errores? límpiame de faltas secretas.
13. Guarda también a tu siervo de los pecados presuntuosos; que no tengan dominio sobre mí; entonces seré recto, y seré inocente de la gran transgresión.
14. Que las palabras de mi boca y la meditación de mi corazón sean aceptables a tu vista, OH SEÑOR , mi fuerza y mi redentor.

## Comentarios

### Iglesia católica

#### A todo el salmo
Este salmo culmina la alabanza iniciada en el anterior (cf. Sal 18,50), destacando al Señor como roca firme de salvación por su soberanía universal y como guía del rey ungido, a quien le ha revelado sus caminos. Su estructura se desarrolla así: comienza con la proclamación de la gloria de Dios (vv. 2-5); continúa describiendo los medios que la expresan, como el sol y sus ciclos (vv. 5c-7), y la Ley dada a Israel (vv. 8-11), la cual lleva al ser humano a la plenitud (vv. 12-15). El salmo cierra con una expresión de plena confianza en el Señor (v. 15c). En este texto, la gloria divina se manifiesta a toda la creación a través del sol y de la Ley. Desde una perspectiva cristiana, esta revelación alcanza su plenitud en la proclamación del Evangelio.

#### A los versículos 1-11
El salmista no solo contempla la grandeza de Dios al mirar el cielo, sino que proclama que toda la tierra es testigo de esa gloria (v. 5a). Esta se revela de manera constante y silenciosa mediante el ciclo continuo del día y la noche (v. 3). San Pablo interpreta este mensaje como una referencia al Evangelio, y al citar el versículo 5 en su Romanos 10-18, afirma que la Palabra de Dios ha llegado a todos, de modo que nadie puede excusarse por no haber creído. 
El sol, cuya salida marca el paso del tiempo, es presentado como una criatura de Dios que sigue el orden establecido por Él. En un lenguaje propio de su época, el salmista lo describe poéticamente como alguien que descansa en una tienda por la noche y que cada mañana surge con fuerza, como un esposo que sale de su alcoba o un guerrero que se lanza a la carrera. Más allá del estilo poético, se percibe una verdad profunda: el ser humano, iluminado por la sabiduría divina, puede reconocer la presencia de Dios en la creación (cf. Sal 19,2-5), aunque esto exige humildad, esfuerzo y reverencia ante la obra del Creador (cf. Jb 42,3). La creación, nacida de la bondad de Dios, participa de esa bondad y ha sido confiada al hombre como don y herencia.
La Ley del Señor es comparada con el sol: ambas manifiestan la gloria divina. El salmo la exalta mediante seis expresiones que describen sus diferentes aspectos (ley, preceptos, mandamientos, etc.), sus cualidades (perfecta, recta, pura, etc.), y los frutos que produce en el ser humano (vida, sabiduría, gozo, luz, etc.). Estas ideas se desarrollan ampliamente en el Salmo 119. El temor del Señor (v. 10), entendido como respeto reverente hacia Dios, forma parte de esa misma Ley. Así como la tierra recibe luz y calor del sol, el alma del creyente se enriquece con los dones que provienen del conocimiento y vivencia de la Ley divina.

#### A los versículos 11-15
El salmista es consciente de que, incluso al observar la Ley de Dios, puede haber errores que él no percibe pero que no escapan al juicio divino (vv. 12-13), así como nada se esconde del calor del sol (cf. v. 7). Por eso eleva una súplica humilde, pidiendo perdón y expresando su anhelo sincero de vivir con integridad ante Dios (v. 14). Esta aspiración personal se une al cántico silencioso que la creación entera dirige al Creador (cf. v. 2), mostrando que la alabanza y la santidad personal tienen una dimensión universal: «La creación entera espera con ansias la manifestación de los hijos de Dios» (Rm 8,19). Las súplicas de los versículos 13 y 14 encuentran eco en la petición del Padrenuestro: «No nos dejes caer en la tentación y líbranos del mal». Según el Catecismo de la Iglesia Católica, esta oración pide a Dios que nos preserve del pecado, que nos conceda discernimiento, fortaleza, vigilancia y perseverancia final.
El salmo concluye con una declaración de confianza en Dios, a quien el salmista llama «Roca» y «Redentor», títulos que resumen su firmeza, fidelidad y poder salvador. El nombre del Señor aparece siete veces en la segunda parte del salmo, subrayando la centralidad de Dios en toda esta meditación. Aunque el texto aborda dos temas distintos —el curso del sol y la Ley divina—, los une en una única alabanza, integrando naturaleza y revelación en una misma oración que exalta la gloria de Dios y la respuesta fiel del ser humano.

## Usos

### Judaísmo
El Salmo 19 se recita en su totalidad durante la Pesukei dezimra de Sabbat y en las Festividades judías. También se recita como el salmo del día en Shavuot en el Gra siddur. En Siddur Avodas Israel, se recita como el salmo del día en Janucá, y como el salmo del Sabbat para la Parashá de Yitro.  Algunos dicen este salmo en el día de una boda, y como una oración por guía celestial.
Los versículos de este salmo se recitan antes de cada hakafah en Simjat Torá.
En el antiguo texto judío Perek Shirah, el versículo 2 (en hebreo) es dicho por los cielos y el versículo 3 por día.
Los versículos 8 y 9 (en hebreo) se recitan en la sinagoga después de que la primera persona es llamada a la Torá.
Los versículos 12 y 13 (en hebreo) son parte de Selijot.
El versículo 15 (en hebreo) se recita en varias partes del servicio de oración judío, incluyendo: al final de la Amidá;  durante la remoción del rollo de la Torá del Arca en Rosh Hashaná , Yom Kipur y las Festividades judías; como parte de Selichos; y en la conclusión de Avraham Danzig, una oración por la víspera del Yom Kipur.

### Nuevo Testamento
El versículo 4 se cita en Romanos 10:18

### Iglesia Católica
En la Regla de San Benito , el salmo debía recitarse en Prime los sábados..
En la versión actual de la Liturgia de las horas, la segunda parte del salmo (versículos 8-15) se recita en la hora media de la primera semana. Para facilitar la comprensión se le asigna a cada salmo un título en rojo (rúbrica) que no forma parte del salmo. El título de esta segunda parte del Salmo 19 es Himno a Dios, autor de la ley.

### Configuraciones musicales
El Salmo 19 se ha puesto a la música varias veces.
Las configuraciones notables para los textos alemanes incluyen:
- Heinrich Schütz en Die Himmel, Herr, preisen Dein göttliche Macht und Ehr - SWV 115 (1628)
- Johann Sebastian Bach en la cantata Die Himmel erzählen die Ehre Gottes, BWV 76
- Joseph Haydn en el coro al final de la parte 1 de su Oratorio (música) La creación (Haydn) (1798)
- Ludwig van Beethoven en su 1803 canción para voz y piano, " Die Ehre Gottes aus der Natur (Die Himmel rühmen) ", el establecimiento de una paráfrasis de Gellert en " Die Himmel rühmen des ewigen Ehre ", una canción de un 1803 colección Lied.

La canción rastafari " Rivers of Babylon " (grabada en 1970 por The Melodians ) incluye una referencia a la Amidá a través del versículo 14 del Salmo 19 en inglés junto con una referencia al Salmo 137 que se escribió en memoria de la primera destrucción de Sion ( Jerusalén ) por los babilonios en 586 a. C. (la ciudad y el segundo templo fueron destruidos por segunda vez en 70 d. C. por los romanos). Esta canción también se popularizó como una versión grabada por Boney M. en 1978.
" Torat Hashem Temimah " (La palabra de Dios es perfecta), que consiste en las primeras cinco palabras del versículo 8 (en hebreo), es una canción judía popular.

### Otro
"Los juicios del Señor son verdaderos y justos por completo", una frase del Salmo 19: 9 está inscrita en el Lincoln Memorial.